# Matzendorf-Hölles
Matzendorf-Hölles là một đô thị thuộc huyện Wiener Neustadt-Land trong bang Niederösterreich, Áo.